# Manuela Frettlöh
Manuela Frettlöh (* 9. Juli 1976) ist eine ehemalige deutsche Fußballspielerin.

## Karriere
Frettlöh trat erstmals am 2. Juni 1996 für den TSV Siegen in Erscheinung mit Einwechslung für Louise Hansen in der 90. Minute im Finale um die Deutsche Meisterschaft, das ihr Verein in Frankfurter Stadion am Brentanobad mit 1:0 gegen die SG Praunheim gewann.
Von 2010 bis 2016 spielte sie in jener Frauenfußballabteilung des TSV Siegen, die seit 1997 von den Sportfreunden Siegen übernommen wurden. In der seit 1985 gegründeten und seit 2004 dritthöchsten Spielklasse, der Regionalliga, schloss ihre Mannschaft als Aufsteiger die Staffel West als Drittplatzierter ab. Es folgten die Platzierungen 4., 9., 6., 10. und 12., der den Abstieg in die Westfalenliga bedeutete. Ihr letztes Spiel bestritt sie am 5. Juni 2016 am letzten Spieltag bei der 1:5-Niederlage im Auswärtsspiel gegen den VfL Bochum. Nach 71 Punktspielen, in denen sie 26 Tore erzielte, beendete sie ihre Fußballerkarriere, in der sie zuletzt von 2013 bis 2016 als Spielertrainerin eine Doppelfunktion innehatte.
Als Sieger des Westfalenpokals 2012 durch den 3:2-Finalsieg über Germania Hauenhorst war ihre Mannschaft für den DFB-Pokal-Wettbewerb qualifiziert. Das Spiel im heimischen Leimbachstadion gegen die TSG 1899 Hoffenheim ging am 25. August 2012 bereits in der 1. Runde mit 0:2 verloren.

## Erfolge
- Deutscher Meister 1996